# 1759

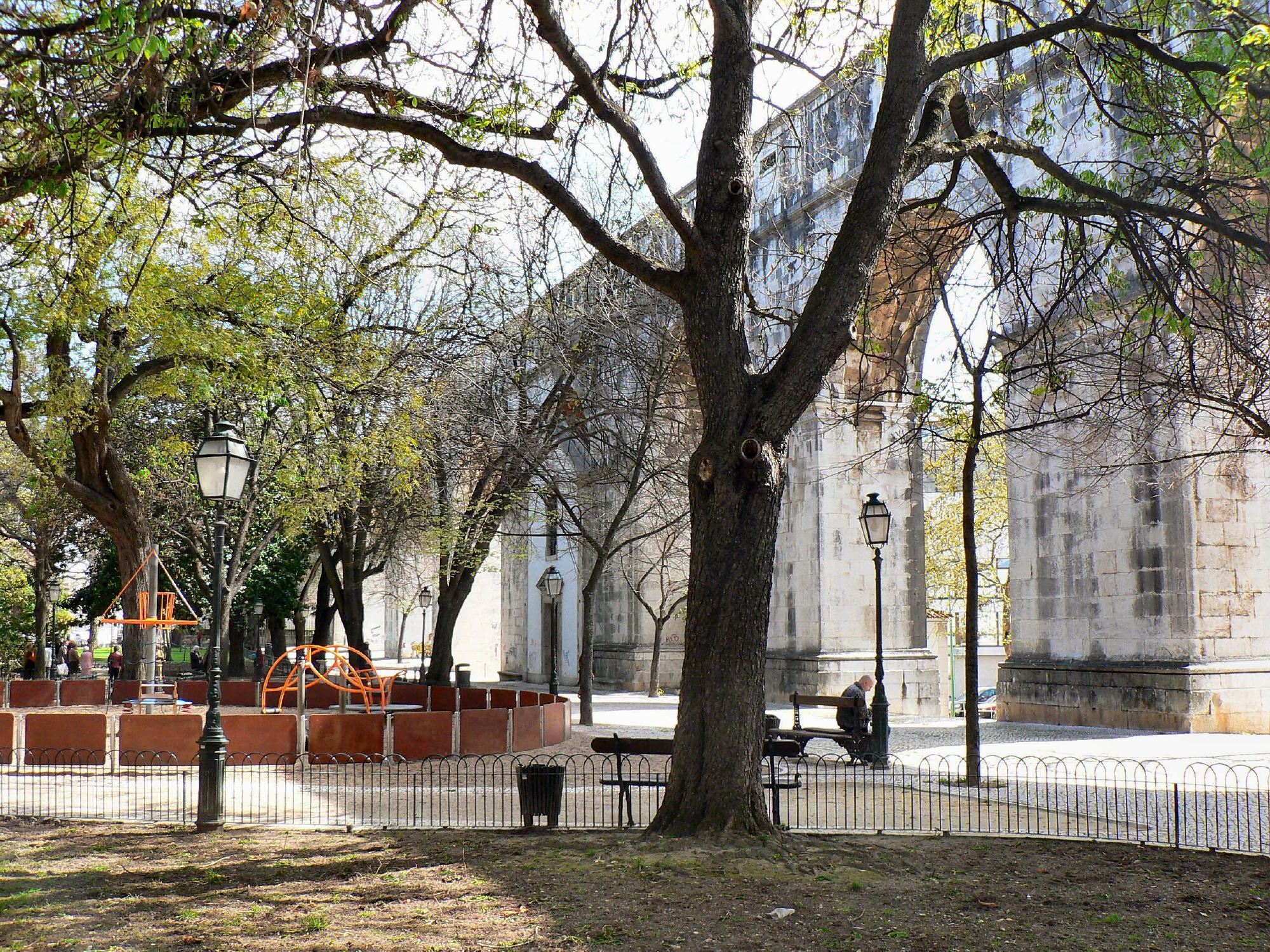
Jardim das Amoreiras, Lisboa. Idealizado pelo Marquês de Pombal com 331 amoreiras, junto a uma fábrica de sedas.

- Wikisource

| Calendário gregoriano                                                        | 1759 MDCCLIX                        |
| Ab urbe condita                                                              | 2512                                |
| Calendário arménio                                                           | 1208 – 1209                         |
| Calendário bahá'í                                                            | -85 – -84                           |
| Calendário budista                                                           | 2303                                |
| Calendário chinês                                                            | 4455 – 4456 Início a 29 de janeiro  |
| Calendário copta                                                             | 1475 – 1476                         |
| Calendário etíope                                                            | 1751 – 1752                         |
| Calendários hindus - Vikram Samvat - Calendário nacional indiano - Cáli Iuga | 1814 – 1815 1680 – 1681 4859 – 4860 |
| Calendário Holoceno                                                          | 11759                               |
| Calendário islâmico                                                          | 1173 – 1174                         |
| Calendário judaico                                                           | 5519 – 5520                         |
| Calendário persa                                                             | 1137 – 1138                         |
| Calendário rúnico                                                            | 2009                                |
| Calendário solar tailandês                                                   | 2302                                |

1759 (MDCCLIX, na numeração romana) foi um ano comum do século XVIII do Calendário Gregoriano, da Era de Cristo, e a sua letra dominical foi G (52 semanas), teve início numa segunda-feira e terminou também numa segunda-feira.
| Ano completo                         |
| ------------------------------------ |
| Ano comum com início à segunda-feira |

## Eventos
- 13 de janeiro - A família Távora e José de Mascarenha, o Duque de Aveiro, são executados no fim do Processo dos Távoras, por alegada tentativa de regicídio sobre José I de Portugal.
- 15 de janeiro - Abertura do Museu Britânico.
- Os franceses, no Quebec (Canadá), rendem-se aos britânicos.
- Voltaire publica Cândido, ou O Otimismo.
- Expulsão dos Jesuítas das colónias portuguesas.
- Marco inicial da existência do bairro da Tijuca, Rio de Janeiro
- Aveiro ascende a cidade.
- Inauguração do Jardim das Amoreiras.
- Cometa Halley visível a olho nu.
- 24 de dezembro - Grande sismo na ilha do Faial, Açores [1]

## Nascimentos
- 25 de Janeiro - Robert Burns, poeta escocês
- 25 de Setembro - Francisco Stockler, político, militar e matemático português (m. 1829);
- 10 de Novembro - Friedrich Schiller, escritor, filósofo e historiador alemão (m. 1805)
- ?  - Jacob II Bernoulli, matemático suíço (m. 1789)

## Mortes
- 14 de Abril - Georg Friedrich Händel, compositor alemão (n. 1685)
- 10 de Agosto - Fernando VI de Espanha.
- 29 de Novembro - Nicolau I Bernoulli, matemático suíço (n. 1687)

## Por tema
- 1759 na ciência
- 1759 na literatura